# Ugljane
Ugljane falu Horvátországban Split-Dalmácia megyében. Közigazgatásilag Triljhez tartozik. 

## Fekvése
Splittől légvonalban 26, közúton 39 km-re északkeletre, Sinjtől légvonalban 17, közúton 19 km-re délkeletre, községközpontjától 7 km-re délkeletre a dalmát Zagora területén, a Kamešnica-hegység és a Cetina szurdokvölgye közötti karsztmezőn, a 60-as számú főút mentén fekszik. 

## Története
Területe a középkorban a Cetinai zsupánsághoz tartozott, ebből az időszakból azonban nem maradtak fenn írásos adatok. A török a 16. század elején szállta meg ezt a területet és uralma közel kétszáz évig tartott. Ismert, hogy a 17. században keresztény lakossága a gornja cetinai plébániához tartozott, melynek lelki gondozását Bartul Kačić Žarković makarskai püspök 1630-ból származó feljegyzése szerint a makarskai ferences kolostor szerzetesei látták el. Az 1699-es karlócai béke értelmében még török kézen maradt. Az 1718-ban megkötött pozsareváci béke azonban az új határt már a Kamešnica-hegységnél húzta meg, így a település végleg felszabadult. A Kamešnica környéki falvakat a velencei uralom első éveiben 1691 után telepítették be Hercegovinából érkezett keresztény lakossággal. Ekkor Ugljane lakosságának száma is jelentősen megnövekedett. Az egyházi átszervezés során 1732-ben önálló plébániája lett, melyhez ekkor még több környező település, Čaporice, Čačvina, Budimir és Biorine is hozzá tartozott. Ezek a falvak azonban később leváltak tőle. A plébániaházat 1764-ben építették. A településnek 1857-ben 659, 1910-ben 1152 lakosa volt. 1918-ban az új szerb-horvát-szlovén állam, majd később Jugoszlávia része lett. A háború után a szocialista Jugoszláviához került. 1991 óta a független Horvátországhoz tartozik. Az 1990-es évek óta lakossága folyamatosan csökkent. 2011-ben a településnek 398 lakosa volt.

## Lakosság
| Lakosság változása | Lakosság változása | Lakosság változása | Lakosság változása | Lakosság változása | Lakosság változása | Lakosság változása | Lakosság változása | Lakosság változása | Lakosság változása | Lakosság változása | Lakosság változása | Lakosság változása | Lakosság változása | Lakosság változása | Lakosság változása |
| ------------------ | ------------------ | ------------------ | ------------------ | ------------------ | ------------------ | ------------------ | ------------------ | ------------------ | ------------------ | ------------------ | ------------------ | ------------------ | ------------------ | ------------------ | ------------------ |
| 1857               | 1869               | 1880               | 1890               | 1900               | 1910               | 1921               | 1931               | 1948               | 1953               | 1961               | 1971               | 1981               | 1991               | 2001               | 2011               |
| 659                | 1.042              | 965                | 1.061              | 1.287              | 1.152              | 1.355              | 1.036              | 985                | 1.048              | 1.028              | 840                | 777                | 823                | 486                | 398                |

## Nevezetességei
- Páduai Szent Antal tiszteletére szentelt római katolikus plébániatemplomát már 1709-ben az egyházlátogatás során említi Cupilli érsek. A templom kőlapokkal volt fedve és körülötte temető volt. 1715-ben a velencei-török háború során a templom elpusztult. 1720 körül újjáépítették oly módon, hogy a régi falak megmaradtak. A hajót valószínűleg meghosszabbították, mert a templom alaprajza aránytalanul hosszú lett. Garagnin érsek 1768-ban a vizitáció során nagyon rendezettnek írja, csak azt jegyzi meg, hogy a főoltárhoz lépcsőt kell építeni a pap számára. Az épületet 1863-ban teljesen megújították, ekkor építették a szentély oldalához a sekrestyét. 1958-ban a homlokzatra harangtornyot építettek. A templomnak tagolt gótikus boltozata van. A főoltár színes márványból készült, alsó részét 1780-ban készítették. Szentségtartója szintén márványból készült. A hajóban még két márvány mellékoltár található Szűz Mária és Szent Antal tiszteletére szentelve. Hazai mesterek munkái 1778-ból, de művészi értéket nem képviselnek. A templom hosszúsága 22 méter, szélessége 5,50 méter. Utoljára 2002-ben renoválták.
- A plébániaház melletti Gyógyító Szűzanya kápolnát 1808-ban építették a mindenkori plébános házi kápolnájának. Hosszúsága 3,60 méter, szélessége 2,60 méter.
- A település központjában az út mellett még egy Szent Antal úti kápolna is áll.